# イヴリン・アインスタイン
イヴリン・アインスタイン（Evelyn Einstein、1941年3月28日 - 2011年4月13日）は、アルベルト・アインシュタインの息子のハンス・アルベルト・アインシュタインの養女である。

## 生涯
イヴリンはシカゴで生まれ、生後すぐにハンス・アルベルト・アインシュタインの養子となった。彼女自身は晩年、アルベルト・アインシュタインとバレエダンサーとの間に生まれた隠し子であると主張するようになったが、それを裏付ける資料は存在しない。
カリフォルニア大学バークレー校で文学の修士号を取得した。
1964年から1977年までの13年間、自然人類学者のグローヴァー・クランツと結婚していた。その後動物管理官、カルト脱洗脳者、バークレーの予備警察官として短期間働いていた。
1960年、18歳の大学生だったイヴリンは、サンフランシスコで行われた下院非米活動委員会への平和的抗議活動に参加し、逮捕された。逮捕された数十人の中で、名前が判明しているのはイヴリンのみである。
離婚後、貧乏になり、ホームレスになって、車の中で寝泊まりし、3か月間ゴミ漁りをして食べ物を探していたと述べている。1990年代半ばから2011年に亡くなるまで、カリフォルニア州オールバニのタウンハウスに住んでいた。
イヴリンはCNNに対し、祖父アルベルト・アインシュタインの肖像権から得られる年間数百万ドルの収益を、自分は一切受け取っていないと訴えた。その利益は全てヘブライ大学に寄付されている。アルベルト・アインシュタインは75,000点以上の論文などの著作権やその他の所有する財産をヘブライ大学に遺贈したが、イヴリンは「首振り人形と文学的財産との間に何の関係があるのしょうか? 私には、彼らがここまでひどい扱いを遺族に対してするとは信じられません」と問いかけた。1996年、アルベルト・アインシュタインとミレヴァの間で交わされた手紙のコレクションを管理する管財人を提訴したが、和解した。和解内容は公表されていない。
1994年のBBC制作のドキュメンタリー映画『アインシュタインの脳』中で、イヴリンが日本のアインシュタイン研究家杉元賢治のインタビューを受けている。

## 著作物
- Marfe Ferguson Delanoとの共著: Genius: A Photobiography of Albert Einstein. National Geographic Children's Books, 2005, ISBN 0-7922-9544-7.
- Dear Professor Einstein: Albert Einstein's Letters to and from Children.（序文） Prometheus Books（英語版）, 2002. ISBN 978-1591020158